# Lichtenberg (Bajo Rin)
Lichtenberg es una localidad y  comuna francesa, situada en el  departamento de Bajo Rin, en la región de  Alsacia.
La comuna está ubicada en los límites del  Parque natural regional de los Vosgos del Norte.
Limita al noreste con Baerenthal (Mosela), al sureste con Offwiller y Rothbach, al sur con Ingwiller, al suroeste con Wimmenau y al noroeste con Reipertswiller.

## Historia
Villa propiedad de Federico Casimiro de Hanau-Lichtenberg, fue tomada tras ocho días de asedio por las tropas francesas en octubre de 1678.

## Demografía
| 500 | 503 | 568 | 553 | 513 | 510 |
| Para los censos de 1962 a 1999 la población legal corresponde a la población sin duplicidades (Fuente: INSEE [Consultar]) |     |     |     |     |     |

## Patrimonio
- El Castillo de Lichtenberg

- Vía crucis de 1829, obra de Marie-Louis Sorg.